# 呂隆
呂隆（4世紀？—416年），字永基，略陽（今甘肅天水）氐人。十六國時期後涼最後一位君主，後涼開國君主呂光之弟呂寶子。呂隆即位不久即遭後秦攻擊，被逼向後秦請降，其在位時間亦不斷遭南涼及北涼二國攻擊，國力大衰，最終呂隆向後秦請求迎其東遷，後涼遂為後秦所併。

## 生平
呂隆長得俊美，擅長騎射。呂光時曾任北部護軍。咸寧三年（401年），呂隆弟呂超以兵變弒殺天王呂纂，隨後就擁立呂隆。呂隆面有難色，但呂超說：「現在就好像騎著龍飛在天上，豈可以中途下來！」呂隆於是登位，改元神鼎。
呂隆登位後多殺豪望以圖立威，反不得人心，令人人自危。魏安人焦朗遂招請後秦將領姚碩德攻涼，姚碩德聽從並率軍進攻，兵臨姑臧。呂隆派了呂超及呂邈抵抗但大敗而還，呂邈更戰死，呂隆只得嬰城固守。不過，後秦軍接著數月的圍困令城中原來自東面的人圖謀叛變，將軍魏益多更煽動人們殺呂隆及呂超，呂隆遂在事件被揭發後誅殺共三百多家人。當時後涼群臣勸呂隆和後秦請和，呂隆原本不肯，但在呂超勸諫下向後秦請降。姚碩德於是表呂隆為鎮西大將軍、涼州刺史、建康公。
神鼎二年（402年），北涼沮渠蒙遜率兵進攻姑臧，呂隆請得南涼將禿髮傉檀援救，但傉檀未到呂隆就擊敗蒙遜。蒙遜於是與呂隆結盟，並留下萬多斛穀。但其時姑臧穀價已經高達五千文一斗，發生人吃人事件，死了十多萬人。百姓因為姑臧整天關上城門而無法出城找食物，於是每日都有數百人請求出城當別人奴婢以求生，呂隆怕他們會動搖人心，遂將這些人都盡數殺害，屍體堆滿路上。然而，接著後涼仍不斷受到北涼及南涼攻擊，呂隆被逼於神鼎三年（403年）借後秦徵呂超入侍的機會命其帶著珍寶，請後秦派兵迎其離開。秦將齊難等於該年八月到達姑臧，呂隆率眾隨之東遷長安，呂隆獲後秦授散騎常侍，後涼至此滅亡。後秦弘始十八年（416年），受後秦皇帝姚興子廣平公姚弼謀反案牽連，被殺。

## 妻子
- 杨皇后

## 延伸阅读
[在维基数据编辑]
 《晉書·卷122》，出自房玄齡《晉書》